# スキャンダル (クイーンの曲)
「スキャンダル」（Scandal）は、イギリスのロックバンド、クイーンによる楽曲。1989年のアルバム『ザ・ミラクル』から4番目のシングルとしてリリースされ、イギリスではピーク時に25位となった。シングルはアメリカでもリリースされたが、チャート入りは果たせなかった。

## 解説
クレジットはクイーンになっているが、実質的な作者はブライアン・メイ。
シングルB面に収録されている「マイ・ライフ・ハズ・ビーン・セイヴド」は、『メイド・イン・ヘヴン』にアレンジを変更したバージョンが収録されている。

## レコーディング
ブライアンはキーボードとギターを演奏し、ヴォーカルもフレディが1人で行った。

## プロモーションビデオ
本作のビデオは、冒頭スクープを狙うマスコミと有名人の攻防のカットから始まり、巨大なタブロイドを模したセットで4人がパフォーマンスを行う。そして、ビデオのラストは出演役者が読んでいるタブロイドの「NEXT SCANDAL COMING SOON」という見出しがアップで写され、そのままフェードアウトする意味深な終わり方となっている。1989年9月にパインウッド・スタジオで撮影された。
『グレイテスト・ビデオ・ヒッツ2』に含まれたこのオーディオコメントでは、ロジャーが「俺の好きな歌ではない。俺たちがかつて作った最も退屈なビデオの1つだ」と述べている。

## 担当
- フレディ・マーキュリー - リードヴォーカル、コーラス
- ブライアン・メイ - エレクトリックギター、キーボード
- ロジャー・テイラー - ドラムス、ビブラスラップ
- ジョン・ディーコン - ベースギター
- デヴィッド・リチャーズ（英語版） - シンセベース、サンプラー

## シングル収録曲

### 7インチ盤
1. スキャンダル - Scandal (Queen)
2. マイ・ライフ・ハズ・ビーン・セイヴド - My Life Has Been Saved (Queen)

### 12インチ盤
1. スキャンダル (12インチ・ヴァージョン) - Scandal (12" Version) (Queen)
2. マイ・ライフ・ハズ・ビーン・セイヴド - My Life Has Been Saved (Queen)
3. スキャンダル (7インチ・ヴァージョン) - Scandal (7" Version) (Queen)

## チャート
| チャート (1989年) | ピーク | 週間 |
| ----------------- | ------ | ---- |
| オランダ          | 12     | 10   |
| アイルランド      | 14     | 2    |
| イギリス          | 25     | 4    |